# چاخوخبیلی

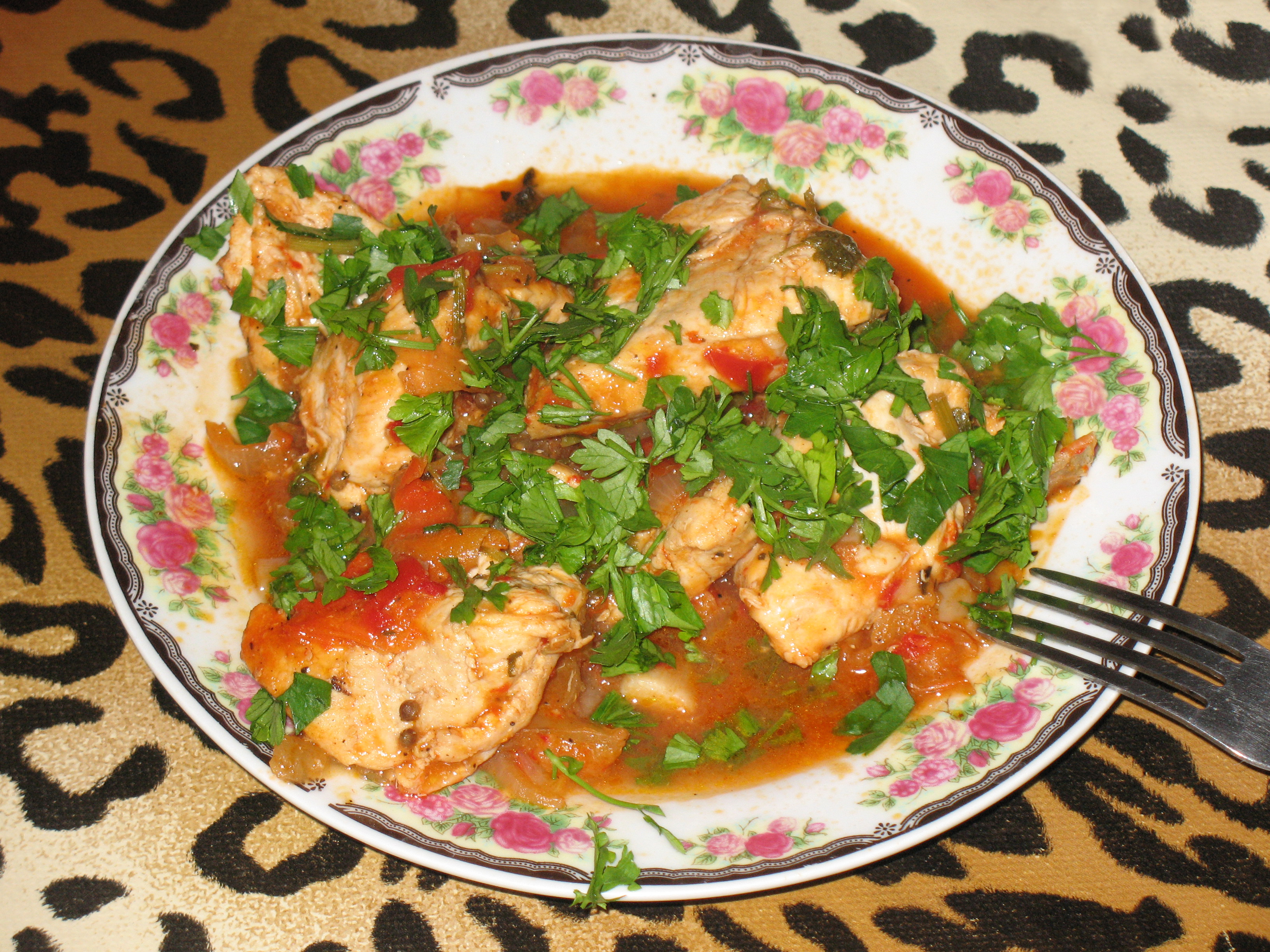
چاخوخبیلی

چاخوخبیلی (گرجی: ჩახოხბილი) (به انگلیسی: Chakhokhbili) یک غذای سنتی گرجی است که شامل مرغ آب‌پز شده (خورشی)، گوجه‌فرنگی به همراه سبزی‌های تازه می‌باشد.
ریشه واژهٔ چاخوخبیلی از لغت گرجی ხოხობი (خوخوبی، khokhobi) می‌باشد که به معنی قرقاول است.